# Boreum Cavus
Boreum Cavus és una formació geològica de tipus cavus a la superfície de Mart, localitzada amb el sistema de coordenades planetocèntriques a 84.09 ° latitud N i 343.87 ° longitud E, que fa 62.13 km de diàmetre. El nom va ser aprovat per la UAI l'any 2006 i fa referència a una característica d'albedo.